# Panjnad (rivière)
Le Panjnad est une rivière pakistanaise d'une longueur de 71 km qui coule dans la province du Pendjab. Elle est formée par les confluences successives de cinq rivières : la Jhelum, la Chenab, la Ravi, la Beas et la Sutlej. Elle est un affluent de l'Indus.

## Source de la traduction
- (en) Cet article est partiellement ou en totalité issu de l’article de Wikipédia en anglais intitulé « Panjnad » (voir la liste des auteurs).